# Rafael Cid Palacios
Rafael Cid Palacios (Vigo, 22 de octubre de 1918 – Zaragoza, 7 de marzo de 2004) fue un catedrático español de la Universidad de Zaragoza del área de las ciencias físico-matemáticas y académico de la Real Academia de Ciencias de Zaragoza con interés en la astronomía y el movimiento satelital. 
Terminó la licenciatura en la sección de Exactas de la Facultad de Ciencias de Madrid en 1944. Después, se incorporó al Observatorio de Santiago de Compostela donde obtuvo el grado de Doctor en 1948 con una tesis sobre el movimiento de las estrellas dobles visuales. Su asesor de doctorado fue Ramón María Aller Ulloa, quien era profesor de la Universidad de Santiago y director del mencionado observatorio, y quien marcó profundamente la vocación investigadora de Rafael en la astrofísica. 
No encontrando trabajo en el área de la astronomía, por la falta de oferta laboral, ingresa en el cuerpo de meteorólogos. Desde 1952 residió en Zaragoza, simultaneando sus tareas de Meteorólogo con otras académicas en la Facultad de Ciencias, hasta que en 1957 se convoca y obtiene por oposición la plaza de catedrático de “Astronomía General y Topografía y Astronomía General y Geodesia” de la Universidad de Zaragoza. Aquí desarrolló su labor profesional, como director del departamento de Física de la Tierra y del Cosmos (1967-86), vicedecano de la Facultad de Ciencias (1967-1968), decano de dicha facultad (1968-72) y director del ICE (1973-79). 
En su labor docente es recordado como un profesor estricto y competente. En cuanto a su obra de investigación, abordó diferentes problemas de la Mecánica Celeste, como: el estudio de las familias de soluciones del problema gravitatorio de N cuerpos, teoría de perturbaciones, dinámica de satélites artificiales y dinámica de sólidos rígidos, entre otros; todos ellos desconocidos en el panorama científico español, pero muy vivos en la comunidad internacional del momento.
Así mismo, incentivado por la carrera espacial comenzada en 1957 entre la URSS y Estados Unidos, con el lanzamiento del Sputnik, orientó a su grupo de trabajo para desarrollar métodos asintóticos de la dinámica orbital para el estudio de los satélites artificiales. Sus resultados fueron aplicados por el  ESRO (predecesor de la Agencia Espacial Europea, ESA) y fue contratado durante un periodo por el Observatorio de París para trabajar en la determinación de órbitas de satélites a partir de medidas Doppler.
Ingresó en la Real Academia de Ciencias de Zaragoza en 1979, en la que fue impulsor de su revista y Académico Editor desde 1986 hasta 2002.Y, entre otros nombramientos, fue consejero adjunto del CSIC (1966), miembro de la Comisión Nacional de Astronomía (1970) y miembro de la  International Astronomical Union (1970). Dentro de esta última fue seleccionado en 1982 por la “Commission 7 Celestial Mechanics” como uno de los veinte expertos para el “Advising Committee”.
Es reconocido como formador de varias generaciones de científicos españoles.Dirigió una veintena de tesis doctorales y la mayoría de sus doctorandos integran hoy importantes grupos de investigación en distintas universidades, pero fundamentalmente el Grupo de Mecánica Espacial de la Universidad de Zaragoza.
Publicó los libros: "Geodesia: geométrica, física y por satélites", Instituto Geográfico Nacional (1977), junto con Sebastián Ferrer, “On the problem of the internal constitution of the Earth” (1991), junto a Yoel Lana-Renault (1991). Y colaboró en diversas obras colectivas con la inclusión de ponencias como: “El tiempo en Astronomía” (1958), “Cosmología del Espacio” (1959), “Las cantidades en Astronomía” (1963), “Métodos abreviados de cálculo de órbitas elípticas de pares visuales” (1963), “Regularización de las ecuaciones del movimiento de un satélite zonal” (1982), “Sólido y giróstato en atracción newtoniana: Integrales primeras” (1982), “Sobre el movimiento de sólidos sometidos a una atracción proporcional a la distancia” (1982), “On the derivatives of Hansen's coefficients in Delaunay variables” (1988), “Corrección de órbitas de estrellas dobles visuales por medio de series de Fourier” (1989), “The analytical theory of the Earth's rotation using a symmetrical gyrostat as a model” (1990), “Motion of a gyroscope in a set of redundant variables” (1991), etc. También publicó textos destinados a la docencia entre los que destacan: “Mecánica Teórica” (1965), junto a J. M. Íñiguez, “Curso de Astronomía” (1970), “Curso de Mecánica” (1978), junto a V. Camarena Badía, “Curso de Mecánica Celeste” (1979), y “Curso de Geodesia. Geodesia geométrica y teorías auxiliares” (1985).
Falleció en Zaragoza el 7 de marzo de 2004.